# Вернигора Петро Леонтійович
 Петро́ Лео́нтійович Верниго́ра (* 12 липня 1921, Тараща Київщина — † 20 листопада 1943, Черкаси) — Герой Радянського Союзу (посмертно). Командир батареї 1817 самохідного артилерійського полку 52-ї армії 2-го Українського фронту, лейтенант.

## Життя і звитяга
Народився в родині службовця. Українець. Закінчив Таращанський технікум механізації сільського господарства та 2 курси Білоцерківського сільськогосподарського інституту.
У Червоній Армії з 1939 року. В 1942 році закінчив Ташкентське училище самохідної артилерії.
На фронтах Другої світової війни з грудня 1942 року. В складі Воронезького фронту лейтенант Вернигора брав участь у зимовому наступі 1943 року.
Звільняв міста Старий Оскол, Охтирку та інші населені пункти Бєлгородської та Сумської областей. Улітку 1943 року брав участь у Курській битві.
У серпні 1943 року 1817 самохідно-артилерійський полк, в якому служив Вернигора, увійшов до складу передислокованої з Волховського фронту 52-ї армії і сходу приєднався до загального наступу радянських військ. Вернигора брав участь в боях за міста Полтавщини Миргород і Хорол і в кінці вересня 1943 року вийшов до річки Дніпро. Там в районі міста Канева Черкаської області був захоплений плацдарм на західному березі Дніпра.
Війська 52-ї армії після форсування Дніпра весь жовтень вели тяжкі кровопролитні бої за розширення плацдарму. В ніч з 16 на 17 листопада 1943 року командир самохідної батареї артилерійського полку лейтенант Вернигора, посадив на броню СУ-122 десант піхоти, першим ввірвався в опорний пункт ворога — село Геронимівка. Потужним ударом гармат, дружньою атакою десанту за короткий час був розгромлений крупний підрозділ дивізії СС «Вікінг». Німецькі солдати покидали зброю і техніку і намагалися сховатися у лісі, але широкі гусениці самохідних гармат підминали їх на своєму шляху.
Від села Геронимівки до станції Черкаси лежить відкрите поле кожен метр якого був пристріляний батареями ворога, встановленими на околицях міста.
Спостерігаючи за рубежами оборонного вогню ворога, командир батареї лейтенант Вернигора намічав бойові шляхи своїх машин. На світанку 20 листопада 1943 року шість самохідних гармат стрімко перетнули зону обстрілу ворога і увірвалися на станцію Черкаси. Біля залізничної станції гітлерівці встановили танкову засаду. За блокпостом, прикриті димовою завісою, притаїлися ворожі танки. Але масивні 122-міліметрового калібру гармати самохідних устав одним пострілом підпалювали ворожі танки, а гусениці душили ворожі батареї та кулеметні точки. Один за одним запалали п'ять ворожих танків.
Нарешті в повітрі запалали п'ять зелених сигнальних ракет сповістивши інших, що шлях до міста відкритий. А через 20 хвилин лейтенант Вернигора посилав радіограму: «Веду бій на місцевій площі Черкас. Закінчуються боєприпаси. Вишліть снаряди».
Батарея відсікала одну ворожу атаку за іншою. Командир батареї був поранений, але не покинув свою самохідку. Коли закінчилися снаряди, Вернигора наказав давити ворога гусеницями. Прямим влученням снаряду, в командирській машині був розбитий бак з пальним. Немов факел згорів у центрі прощі безстрашний екіпаж…
Згідно з даними радянської пропаганди: всього за 4 дні батарея Вернигори знищила 5 танків, 2 міномети, 6 протитанкових гармат, 16 кулеметів, 13 автомашин, багато солдат та офіцерів ворога, захопила в полон 18 солдат, а також 14 автомашин та 3 гармати.
Наказом Президії Верховної Ради СРСР від 22 лютого 1944 року за зразкове виконання бойових завдань в боротьбі з німецькими загарбниками і проявлені при цьому відвагу та героїзм лейтенанту Вернигорі Петру Леонтієвичу було посмертно присвоєно звання Героя Радянського Союзу.

## Вшанування пам'яті

Анотаційна дошка на вулиці Вернигори в Черкасах

Похований герой в братській могилі в селі Геронимівка Черкаської області. Його іменем названі вулиці в містах Черкаси та Тараща, а також в селі Геронимівці.
Наказом Міністра оборони СРСР П. Л. Вернигора навічно зачислений до списків особистого складу військової частини. Нагороджений орденом Леніна.